# Colletotrichum
O gênero Colletotrichum, pertencentes a família Glomerellaceae, engloba dezenas de espécies de fungos de hábito saprofítico e/ou simbionte, estes com frequência são fitoparasitas e causam doenças em ampla pluralidade de plantas, incluindo cultivares de importância comercial; doenças denominadas antracnoses.

## Morfologia
Em Colletotrichum sp, as células conidiogênicas (produtoras de conídios) habitualmente se situam aglomeradas em conidiomas, de modo típico acérvulos, e também como ramificações laterais do micélio. Além disso, tanto as setas (estruturas alongadas, pontiagudas, escurecidas e estéreis), típicas deste gênero, como as células conidiogênicas aparentam ter origem homóloga.
Os conídios produzidos nos acérvulos estão embebidos em uma matriz gelatinosa constituída de polissacarídeos e proteínas solúveis, cuja função, sugere-se, é protegê-los da dissecação, aumentar a eficiência de germinação e de penetração no hospedeiro. Todavia, comumente os conídios deste gênero não são estruturas de resistência porque sua viabilidade apresenta redução rápida; embora, em contraposto, o micélio possa permanecer viável por longo período de tempo em sementes infectadas, em resíduos da planta ou ainda em infecções latentes. Ressalva-se, porém, a ocorrência em algumas espécies, como C. coccodes, a formação de microesclerócios que desempenham importante função na sobrevivência.
Na colonização do hospedeiro, o esporo produz uma hifa germinativa que em contato com a superfície do hospedeiro desenvolve uma estrutura especializada de fixação nomeada apressório, através de um orifício nele é emitido uma delgada hifa infectiva para a infecção do tecido da planta hospedeira. Além disso, o apressório também apresentam função de sobrevivência por ser resistente à condições adversas e de propagação por ser capaz de germinar outros apressórios em cadeia. As estratégias de infecção variam de hemibiotrófico intracelular a necrotrófico subcuticular. Com o avanço do crescimento do fungo no tecido vegetal de folhas, flores e frutos, surgem os sintomas de antracnose. A germinação dos conídios depende estritamente da presença de água ou de alta umidade relativa (acima de 90%)

## Espécies
- Colletotrichum acutatum
- Colletotrichum agaves
- Colletotrichum alcornii
- Colletotrichum arachidis
- Colletotrichum baltimorense
- Colletotrichum capsici
- Colletotrichum caudatum
- Colletotrichum cereale
- Colletotrichum coccodes
- Colletotrichum crassipes
- Colletotrichum dematium
- Colletotrichum derridis
- Colletotrichum destructivum
- Colletotrichum fragariae
- Colletotrichum gloeosporioides
- Colletotrichum gossypii
- Colletotrichum graminicola
- Colletotrichum higginsianum
- Colletotrichum kahawae
- Colletotrichum ligustri
- Colletotrichum lindemuthianum
- Colletotrichum lini
- Colletotrichum mangenotii
- Colletotrichum musae
- Colletotrichum nigrum
- Colletotrichum orbiculare
- Colletotrichum pisi
- Colletotrichum somersetense
- Colletotrichum sublineolum
- Colletotrichum telles-palhinhae Dias, 1958
- Colletotrichum trichellum
- Colletotrichum trifolii
- Colletotrichum truncatum
- Colletotrichum viniferum
- Colletotrichum zoysiae